# Pulsatilla turczaninovii
Pulsatilla turczaninovii là một loài thực vật có hoa trong họ Mao lương. Loài này được Krylov & Serg. miêu tả khoa học đầu tiên năm 1930.